# Позитано
Позитано (итал. Positano) град је у јужној Италији. То је омањи град Округа Салерно у оквиру италијанске покрајине Кампанија.
Позитано је један од најпознатијих монденских туристичких одредишта у целој Италији.

## Природне одлике
Град Позитано налази се у јужном делу Италије, на свега 25 км западно од Салерна. Град је налази на Сорентинском полуострву, које раздваја Напуљски и Салернски залив. Град је смештен на јужној страни, на Салернском заливу, на тзв. Амалфитској обали. Изнад града веома стрмо се издиже планина Латаро, која затвара града са копна и која је онемогућила развој града у веће насеље. Са друге стране, град стога има дивне погледе на море. 

## Становништво
Према резултатима пописа становништва 2011. у општини је живело 3.858 становника.
| 1931. | 1936. | 1951. | 1961. | 1971. | 1981. | 1991. | 2001. | 2011. |
| ----- | ----- | ----- | ----- | ----- | ----- | ----- | ----- | ----- |
| 1.744 | 2.075 | 2.450 | 2.788 | 3.133 | 3.488 | 3.638 | 3.882 | 3.858 |

Позитано данас има око 4.000 становника, Италијана и странаца, махом некадашњих гостију града, који су се заљубили у лепоте Позитана и овде се скућили трајно. Последњих деценија број становника у граду расте.

## Партнерски градови
- Турнау

## Галерија
- Позитано одгоре
- Градска плажа
- Улица у Позитану
- Црква